# Xã Oxford, Quận Guernsey, Ohio
Xã Oxford (tiếng Anh: Oxford Township) là một xã thuộc quận Guernsey, tiểu bang Ohio, Hoa Kỳ. Năm 2010, dân số của xã này là 809 người.